# Karl Grobben
Aquest autor és citat en taxonomia animal amb el nom «Grobben».
Karl Grobben (escrit de vegades com a Carl Grobben) fou un biòleg austríac, nascut el 27 d'agost del 1854 a Brno i mort el 13 d'abril del 1945 a Salzburg. Es graduà a la Universitat de Viena, on treballaria més endavant, especialitzant-se en els mol·luscs i crustacis. També fou l'editor d'una nova edició del Lehrbuch der Zoologie (Manual de Zoologia) de Carl Friedrich Wilhelm Claus. Encunyà els termes protòstom i deuteròstom.

## Alguns tàxons definits per Grobben
- Eumalacostraca Grobben, 1892
- Sagittidae Claus & Grobben, 1905
- Sagittoidea Claus & Grobben, 1905
- Protostomia Grobben, 1908
- Deuterostomia Grobben, 1908

## Alguns tàxons anomenats en el seu honor
- Gerbillus grobbeni Klaptocz, 1909
- Sphaerophthalmus grobbeni Spandl, 1923